# Тейлор, Кендалл
Кендалл Тейлор (англ. Kendall Taylor; 27 июля 1905 года, Шеффилд — 5 декабря 1999 года, Лондон) — британский пианист и музыкальный педагог.

## Биография
Начал заниматься музыкой у педагога Веры Доусон, ученицы Ивана Кнорра. В 12-летнем возрасте дебютировал с оркестром, исполнив концерт Вольфганга Амадея Моцарта. В 1923—1926 гг. учился в Королевском колледже музыки, где его наставниками были, в частности, Херберт Фрайер, Густав Холст, Адриан Боулт и Малкольм Сарджент. В 1929—1993 гг. преподавал там же, среди его многочисленных учеников, в частности, Ховард Шелли, Кэтрин Стотт, Марион Торп. В 1950-е гг. также некоторое время работал в Южной Африке, где его учеником был Йонти Соломон. В довоенные годы нередко выступал с дирижёром Генри Вудом, в 1947 г. по приглашению дирижёра Джона Барбиролли выступил в Вене с Венским филармоническим оркестром под его управлением. Изучал творчество Людвига ван Бетховена, опубликовал комментированное издание его фортепианных сонат. В 1981 г. выпустил книгу «Принципы фортепианной техники и интерпретации» (англ. Principles of piano technique and interpretation).

## Награды и признание
- командор ордена Британской империи